# Шер Ами
Шер Ами (на френски: Cher ami, в превод скъп приятел) е известен пощенски гълъб, използван от американските войски през Първата световна война във Франция. Той е подарък от Великобритания и спомага за спасяването на останалите живи войници от Загубения батальон на 77 дивизия. Това става през октомври 1918 г. при офанзивата Мьоз-Аргон.
Обградени от немците и обстрелвани от своите, които не знаят позицията им, американските войници дават много жертви през първия ден. На втория ден те решават да пуснат гълъби със съобщение за тяхното нахождение. Два гълъба един след друг биват убити от немците. Остава един-единствен гълъб, Шер Ами.
Още при издигането му във въздуха немците го забелязват и откриват огън. В продължение на няколко секунди Шер Ами лети между куршумите, които профучават из въздуха около него. В крайна сметка е свален, но успява да полети отново. Пристига в таванското помещение на щаба, на 25 мили само за 65 минути и спомага за спасяването на живота на оцелелите 194 войници. В тази последна мисия, Шер Ами донася съобщението въпреки че е прострелян в гърдите, ослепен в едното око, покрит с кръв и с един крак висящ само на сухожилието. Лекарите работят дълго, за да спасят живота на гълъба, не успяват да спасят само крака и прикрепят дървен такъв.
Шер Ами е обявен за герой и му е присъдено отличие – френския военен кръст, а при завръщането си в САЩ е придружаван лично от генерал Джон Пършинг.